# Organicyzm (biologia)
Organicyzm w biologii jest kierunkiem przeciwstawiającym się redukcjonizmowi fizykalnemu (głoszącemu możliwość wytłumaczenia zjawisk organicznych poprzez redukcję ich do zjawisk fizycznych) oraz determinizmowi genetycznemu (przypisującemu genom dominującą czy nawet wyłączną rolę determinującą kształt fenotypu). Organicyzm zakłada, że sens każdej części określony jest przez kontekst, a dotyczy to również genów, które mogą być odczytywane wyłącznie przy udziale wewnątrzkomórkowej maszynerii, mogą być wyciszane bądź aktywowane w zależności od umiejscowienia komórki w organizmie. Podstawą organicyzmu jest zjawisko emergencji. 